# Yelis
Yelis (Yéilis, Yeilis, Ye'lis), Yelis je Kojot, kulturni heroj Indijanaca Coos, Alsea, Yaquina i drugih plemena s obale Oregona. Iako se Yelis u nekim pričama kod Coosa ponaša kao varalica, on je također ozbiljnija transformatorska figura koja uči ljude kako živjeti i pomaže oblikovati svijet za njih, pa je stoga bio cijenjen lik među plemenima Oregonske obale.